# Tig Notaro
Mathilde "Tig" O'Callaghan Notaro, född 24 mars 1971 i Jackson, Mississippi (USA), är en amerikansk ståuppkomiker, verksam under namnet Tig Notaro. Notaro är känd för sin deadpanstil, observationshumor och sina humoristiska skildringar av svåra personliga upplevelser.